# Seres József (szerkesztő)
Seres József (Kunágota, 1910. január 4. – Budapest, 1984. október 9.) magyar pedagógus, szerkesztő, kritikus, irodalomtörténész, pedagógiai író.

## Életpályája
Tanítói diplomát szerzett Kiskunfélegyházán 1931-ben. Szegeden tanítóként dolgozott, eközben versei és tanulmányai jelentek meg az Új Idők és a Diárium című folyóiratokban. Részt vett a falukutató mozgalmakban is.
1945 után a szegedi egyetemen művészettörténet szakos tanári oklevelet szerzett. A Délmagyarország munkatársa, a Szegedi Friss Újság egyik szerkesztője volt. Részt vett a Tiszatáj irodalmi folyóirat létrehozásában, ebben megjelentek saját novellái, tanulmányai is. Egyik szerkesztője volt 1947-48-ban a Kálmány Lajos Kör füzetei sorozatnak.
1950-től Budapesten dolgozott, 1962-ig az Oktatási, illetve a Művelődésügyi minisztériumokban. 1963-tól nyugdíjazásáig a Tankönyvkiadó Vállalat felelős szerkesztője. Ő szerkesztette a Tanítás problémái című sorozatot, valamint antológiái jelentek meg az Iskolai Könyvtár sorozatban. Részt vett Vajda János műveinek kritikai kiadásában is.
Szűkebb hazájának, Kunágotának történetét két monográfiában dolgozta fel. Szülőházán márványtábla őrzi emlékét.

## Művei
- Kunágota község társadalomrajza (Budapest: Magyar Társaság Falukutató Intézete, 1937)
- A röszkei paprikások társadalma (Szeged, 1948)
- Az ifjúsági irodalom a nevelés szolgálatában (Budapest, 1953)
- Seres József és Gábor Emil (szerk.): Mai írók elbeszélései (válogatás az általános iskolai tanulók számára, életrajzokkal); Budapest, 1961
- Seres József és Szappanos Balázs: Verselemzések (Budapest, 1970)
- Szépprózai művek elemzése az általános iskolában (Budapest, 1976)
- Seres József (szerk.): Vajda János: Szépprózai írások (Budapest, 1972)
- Miklóssy János, Seres József, M. Varró Judit (szerk.): Vajda János: Publicisztikai írások (Budapest, 1979)
- Egy viharsarki falu múltja és útja a felszabadulás után (Békéscsaba: Békés Megyei Könyvtár, 1987 – posztumusz)

## Külső hivatkozások
- Seres József szülőháza